# 中華國際通訊
中華國際通訊網路股份有限公司，是臺灣的電信服務業者，業務範圍涵蓋節費電信、電信加值、資訊整合、網域註冊、雲端主機等。

## 關於中華國際
中華國際通訊之前身為“中華國際傳呼股份有限公司”（CPS），1997年獲中華民國交通部核發第一類電信事業經營者執照，經營傳呼機。

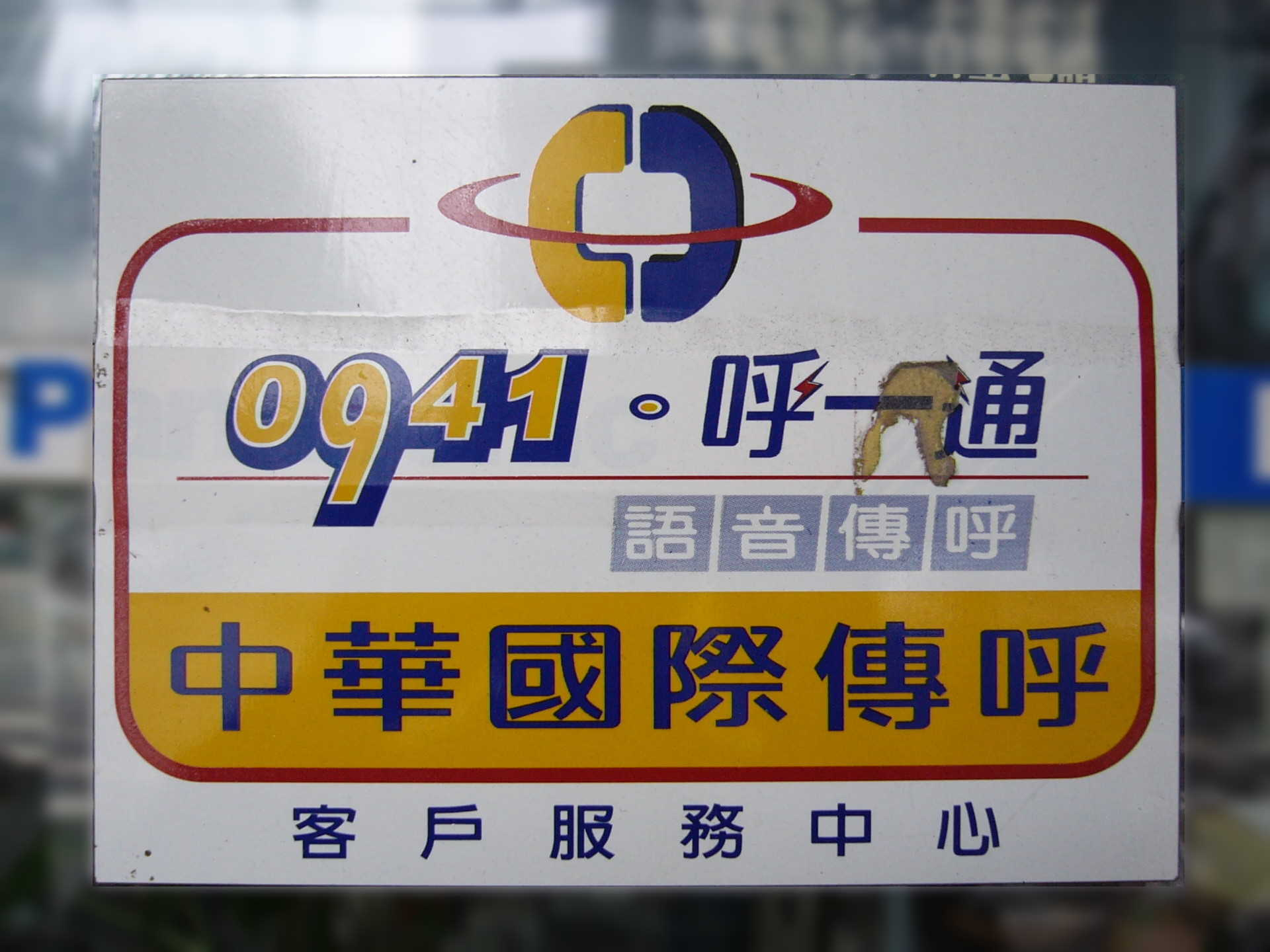
中華國際傳呼客戶服務中心標籤

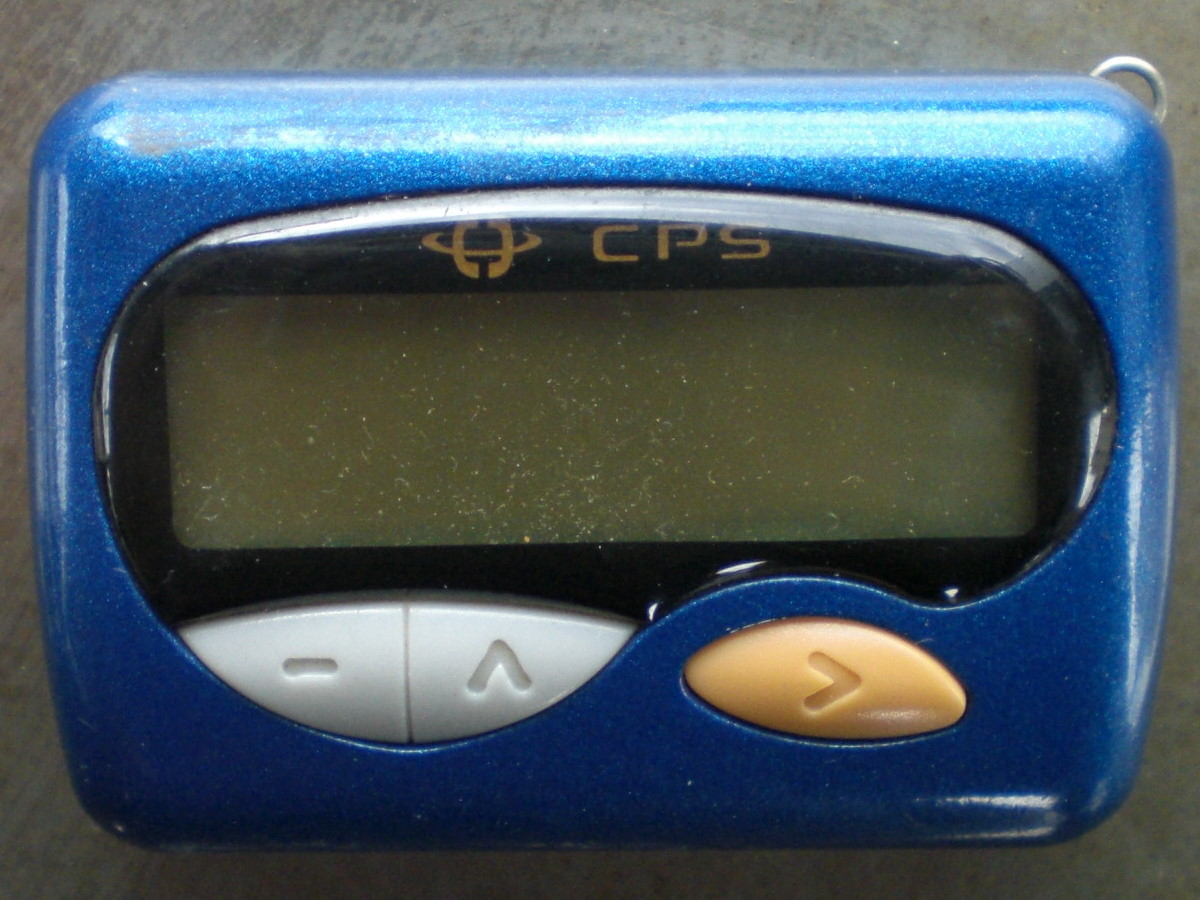
中華國際傳呼的藍色呼叫器

2000年，為順應全球資訊化發展潮流、網際網路科技日新月異之應用、與通訊科技的快速發展，中華國際傳呼開始擴展經營項目，進入電信加值服務、網路電話、電子商務等通訊與網路整合服務之領域，正式更名為「中華國際通訊網路股份有限公司」。2002年取得交通部核發第二類電信事業語音單純轉售（ISR）執照，2004年取得網路電話服務執照。

## 歷史沿革
- 1997年3月取得第一類電信執照，成立中華國際傳呼股份有限公司。
- 1998年改選邵秀葉為董事長，取得電信器材許可執照與出版事業登記證，資本額增資為新臺幣4億5仟萬元整。
- 2000年3月資本額增資為新臺幣6億7仟4百萬元，更名為「中華國際通訊網路股份有限公司」。
- 2002年9月取得第二類電信事業單純語音轉售業務許可證。
- 2010年3月取得國家通訊傳播委員會核准MVNO經營執照。
- 2011年12月31日全面停止0941、0951門號。
- 2011年8月取得E.164網路電話服務執照。
- 2012年4月Mobile VoIP產品暨加值服務上市。
- 2013年8月1日取得台灣網路資訊中心授權代理.tw網址註冊。

## 主要服務
- 資訊整合服務
- 加值門號
- 簡訊平台
- vovo智慧型手機節費軟體。

- 55123互動簡訊
- 網址註冊
- 主機代管
- 主題網路行銷

## 外部連結
- （繁體中文）加值門號（页面存档备份，存于）
- （繁體中文）簡訊平台（页面存档备份，存于）
- （繁體中文）vovo（页面存档备份，存于）
- （繁體中文）企業節費（页面存档备份，存于）
- （繁體中文）網址註冊（页面存档备份，存于）
- （繁體中文）主機代管（页面存档备份，存于）